# Persicoptera
Persicoptera é um gênero de mariposa pertencente à família Crambidae.